# Werner Schley

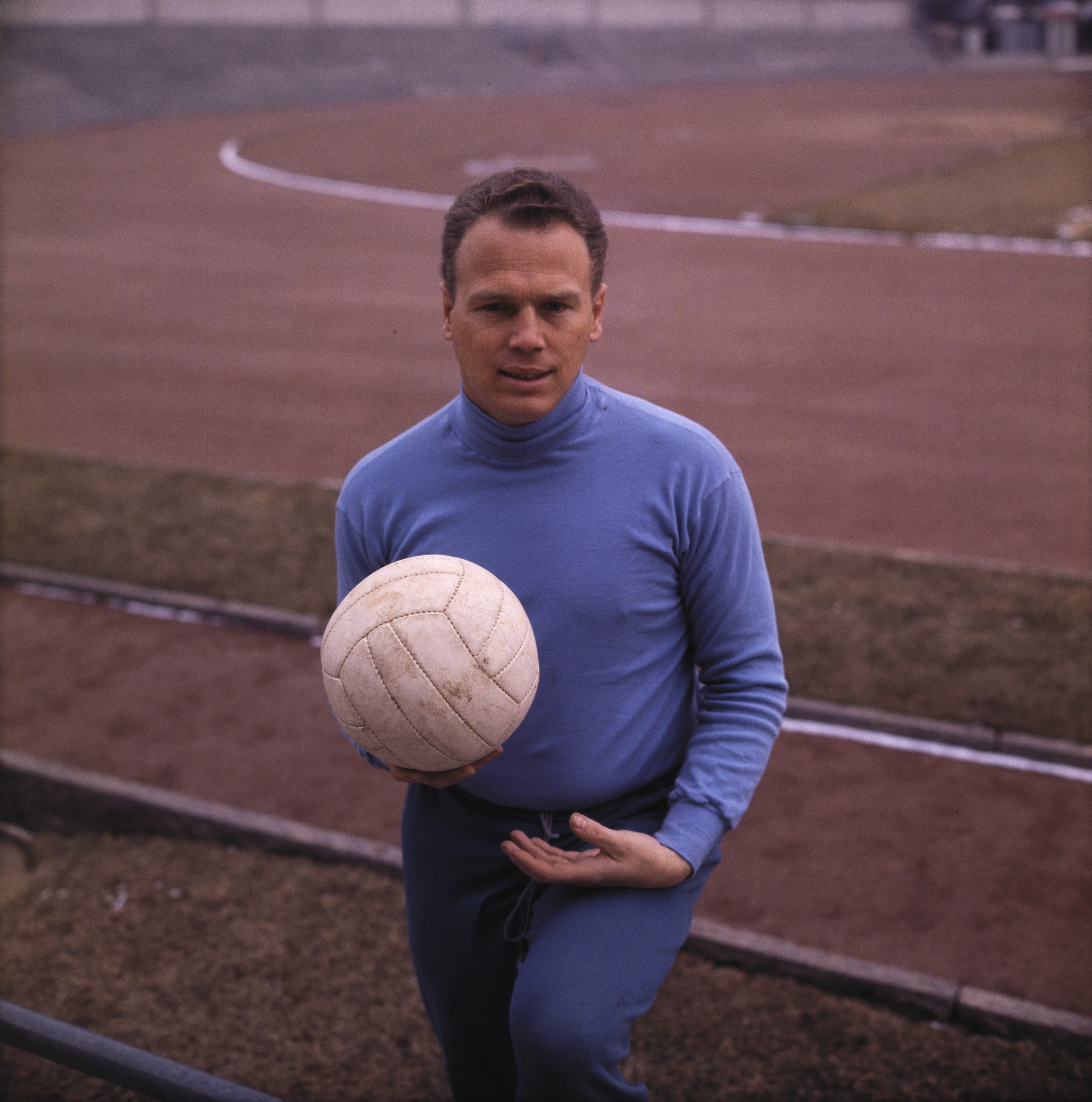
Werner Schley im Jahr 1963

Werner Schley (* 25. Januar 1935 in Basel; † 30. Mai 2007 auf Mallorca, Spanien) war ein Schweizer Fussballspieler.
Schley begann mit Fussball beim FC Nordstern Basel. Der Torhüter spielte 1952–1953 beim FC Basel. 1953–1954 beim Grasshopper Club Zürich, 1954–1958 wieder beim FC Basel und 1958–1965 beim FC Zürich. In den 1960er Jahren zählte unter anderen der spätere Schweizer Nationaltrainer Köbi Kuhn zu seinen Teamkollegen. 1953 wurde er mit dem FCB und 1963 mit dem FCZ Schweizer Meister. In der Saison 1963/64 erreichte er mit dem FC Zürich im Meistercup den Halbfinal gegen Real Madrid.